# Yuki Kawata
Yuki Kawata (em japonês: 河田悠希, Kawata Yūki; 16 de junho de 1997) é um arqueiro profissional japonês, medalhista olímpico.

## Carreira
Kawata participou da prova de tiro com arco em equipes masculina nos Jogos Olímpicos de Verão de 2020 em Tóquio ao lado de Takaharu Furukawa e Hiroki Muto, conquistando a medalha de bronze.